# Saison 4 de The Office
Chronologie
Saison 3 Saison 5
La quatrième saison de The Office, comédie télévisée américaine créée par Ricky Gervais et Stephen Merchant, est diffusée du 27 septembre 2007 au 15 mai 2008 aux États-Unis sur NBC. La saison comporte 9 épisodes d'une demi-heure et 5 épisodes d'une heure, pour un total de 14 épisodes.
Adaptation américaine développée par Greg Daniels de la série télévisée britannique du même nom, The Office met en scène sous forme de documenteur le quotidien d'employés de bureau de l'entreprise de papier fictive Dunder Mifflin, située à Scranton en Pennsylvanie. La saison doit initialement comporter 30 épisodes, mais en raison de la grève de la Writers Guild of America en 2007-2008, sa production est interrompue et la saison est réduite à 19 épisodes. La distribution principale est composée de Steve Carell, Rainn Wilson, John Krasinski, Jenna Fischer et B. J. Novak. Les seconds rôles sont interprétés par Melora Hardin, Ed Helms, Leslie David Baker, Brian Baumgartner, Creed Bratton, Kate Flannery, Mindy Kaling, Angela Kinsey, Paul Lieberstein, Oscar Nuñez et Phyllis Smith.
La saison marque le départ Karen Filippelli (Rashida Jones) en tant que personnage régulier, bien qu'elle apparaisse pendant quelques secondes dans le premier épisode, La Course et dans le dixième épisode, La Guerre des filiales, en tant que directrice régionale de la succursale d'Utica. Les relations amoureuses sont à nouveau le thème principal de la saison, avec la progression de celle entre Jim Halpert (John Krasinski) et Pam Beesly (Jenna Fischer), et le déclin de celle de Michael Scott (Steve Carell) et Jan Levinson (Melora Hardin), ainsi que de celle de Dwight Schrute (Rainn Wilson) et Angela Martin (Angela Kinsey). La technologie est un autre thème dominant alors que le personnel de bureau se bat avec les initiatives introduites par Ryan Howard (B. J. Novak) pour moderniser l'entreprise.
La quatrième saison de The Office est diffusée le jeudi à 21 heures (heure de l'Est) aux États-Unis. La saison connaît une légère baisse d'audience par rapport aux deux saisons précédentes. Toutefois, les critiques restent largement positives. La saison sort en DVD par Universal Studios Home Entertainment dans un coffret de quatre disques dans la région 1 le 2 septembre 2008. Le coffret DVD contient les 19 épisodes, ainsi que des commentaires des créateurs, des scénaristes, des acteurs et des réalisateurs sur certains des épisodes. Il contient également des scènes supprimées de tous les épisodes, ainsi que des bêtisiers et autres bonus.

## Synopsis
La série met en scène le quotidien des employés de bureau d'une société de vente de papier, Dunder Mifflin, à Scranton en Pennsylvanie, au travers de personnages hétérogènes et des relations, amitiés, amours et événements de leur vie.

## Distribution

### Acteurs principaux
- Steve Carell (VF : Constantin Pappas) : Michael Scott, directeur régional de la succursale de Scranton de Dunder Mifflin[2]. Librement inspiré de David Brent, incarné par Ricky Gervais dans la version britannique[3], Scott est un homme ignorant et solitaire, qui tente de se faire des amis en amusant ses employés, au risque de se ridiculiser.
- Rainn Wilson (VF : Philippe Siboulet) : Dwight Schrute, le représentant commercial le plus performant du bureau, inspiré de Gareth Keenan[4].
- John Krasinski (VF : Stéphane Pouplard) : Jim Halpert, un représentant commercial farceur, inspiré de Tim Canterbury, qui est amoureux de Pam Beesly, la réceptionniste[5].
- Jenna Fischer (VF : Amélie Gonin) : Pam Beesly, basée sur Dawn Tinsley. Elle est une réceptionniste timide, souvent de mèche avec Jim pour faire des farces à Dwight[6].
- B. J. Novak (VF : Thibaut Belfodil) : Ryan Howard, qui, pendant les deux premières saisons, est un stagiaire, mais est promu représentant des ventes dans la troisième saison et accède ensuite au poste de vice-président de la région Nord-Est et de directeur des nouveaux médias[6].

### Acteurs secondaires
- Melora Hardin (VF : Laurence Bréheret) : Jan Levinson-Gould, une ancienne employée de Dunder Mifflin et petite amie de Michael.
- Ed Helms (VF : Olivier Cordina) : Andy Bernard, un vendeur chic avec des problèmes de colère, qui est transféré de la succursale de Stamford.
- Leslie David Baker (VF : Bruno Henry) : Stanley Hudson, un vendeur grincheux.
- Brian Baumgartner (VF : Yves-Henri Salerne) : Kevin Malone, un comptable simple d'esprit.
- Creed Bratton (VF : Frédéric Cerdal) : Creed Bratton, le responsable mystérieux de l'assurance qualité du bureau.
- Kate Flannery (VF : Marie-Christine Robert) : Meredith Palmer, représentante des relations d'approvisionnement alcoolique et désinhibée.
- Mindy Kaling (VF : Audrey Sablé) : Kelly Kapoor, la représentante du service clientèle obsédée par la culture pop.
- Angela Kinsey (VF : Josy Bernard) : Angela Martin, une comptable autoritaire amoureuse de Dwight.
- Paul Lieberstein (VF : Martin Brieuc) : Toby Flenderson, représentant des ressources humaines au regard triste.
- Oscar Nuñez (VF : Tony Joudrier) : Oscar Martinez, un comptable intelligent.
- Craig Robinson (VF : Pascal Vilmen) : Darryl Philbin, responsable de l'entrepôt.
- Phyllis Smith (VF : Marie-Martine) : Phyllis Lapin, une vendeuse timide et sympathique.

### Acteurs récurrents
- Andy Buckley (VF : Jacques Faugeron) : David Wallace, le directeur financier de Dunder Mifflin[7].
- Bobby Ray Shafer (VF : Richard Leroussel) : Bob Vance, le mari de Phyllis, qui dirige Vance Refrigeration.
- Hugh Dane (VF : Richard Leroussel) : Hank Tate, le gardien de l'immeuble.

### Invités notables
- Rashida Jones (VF : Julie Dumas) : Karen Filippelli, l'ex-petite amie de Jim, qui est maintenant directrice régionale de la succursale d'Utica.
- Amy Ryan (VF : Dominique Lelong) : Holly Flax, la remplaçante de Toby aux ressources humaines[8].

 Source et légende : version française (VF) sur RS Doublage et Allodoublage.

## Production
La quatrième saison de The Office est produite par Reveille Productions et Deedle-Dee Productions, en association avec NBC Universal Television Studios. La série est basée sur la série britannique du même nom créée par Ricky Gervais et Stephen Merchant, tous deux producteurs délégués des versions américaine et britannique. The Office est produite par Greg Daniels, qui en est également le producteur délégué et le show runner. Tous les scénaristes de la saison précédente reviennent pour la quatrième, l'équipe étant constituée de Michael Schur, Lester Lewis, Mindy Kaling, B. J. Novak, Paul Lieberstein, Lee Eisenberg, Gene Stupnitsky, Jennifer Celotta, Brent Forrester et Justin Spitzer. Schur, Lieberstein et Celotta sont coproducteurs délégués de la série, Kaling, Eisenberg et Stupnitsky en sont producteurs, Novak et Lewis sont producteurs superviseurs et Forrester est producteur consultant.
Cette saison comprend 19 segments d'une demi-heure qui ont été combinés et diffusés pour produire 14 épisodes distincts, dirigés par 11 réalisateurs. Greg Daniels, Craig Zisk, Ken Whittingham, Paul Lieberstein, Jason Reitman, Joss Whedon, Paul Feig, Julian Farino, Jeffrey Blitz, Randall Einhorn et Tucker Gates réalisent chacun des épisodes de la saison, Feig et Whittingham en réalisant plusieurs. Bien que The Office soit principalement filmé sur un plateau de studio aux Valley Center Studios à Van Nuys, en Californie, la ville de Scranton, en Pennsylvanie, où se déroule la série, est utilisée pour réaliser le générique.
À l'origine, NBC commande une saison complète de 30 épisodes. Après le tournage de 12 épisodes, la production est suspendue en raison des effets de la grève 2007-2008 de la Writers Guild of America. La Writers Guild of America (WGA) se met en grève à 0 h 01, heure de l'Est, le 5 novembre 2007,. Le tournage de The Office s'arrête immédiatement à cette date, car Steve Carell, qui est membre de la WGA, refuse de franchir les piquets de grève de la WGA. Les membres de la Writers Guild of America, East et de la Writers Guild of America, West votent la fin de la grève de 100 jours le 12 février 2008 et les scénaristes sont autorisés à reprendre le travail le même jour. La WGA autorise les producteurs à reprendre le travail le 11 février en vue de la fin de la grève. Le show runner de The Office, Greg Daniels, revient le 11 février et les scénaristes de la série reprennent le travail le 13 février. La durée de la grève entraîne l'abandon du script d'un épisode sur le thème de Noël, dont la production devait commencer la semaine du début de la grève. Le principe de base de l'épisode de Noël, qui tourne autour du personnage folklorique allemand Belsnickel, est ensuite recyclé à dessein et réutilisé dans un épisode de la neuvième saison, Le Noël de Dwight (Dwight Christmas).

## Accueil

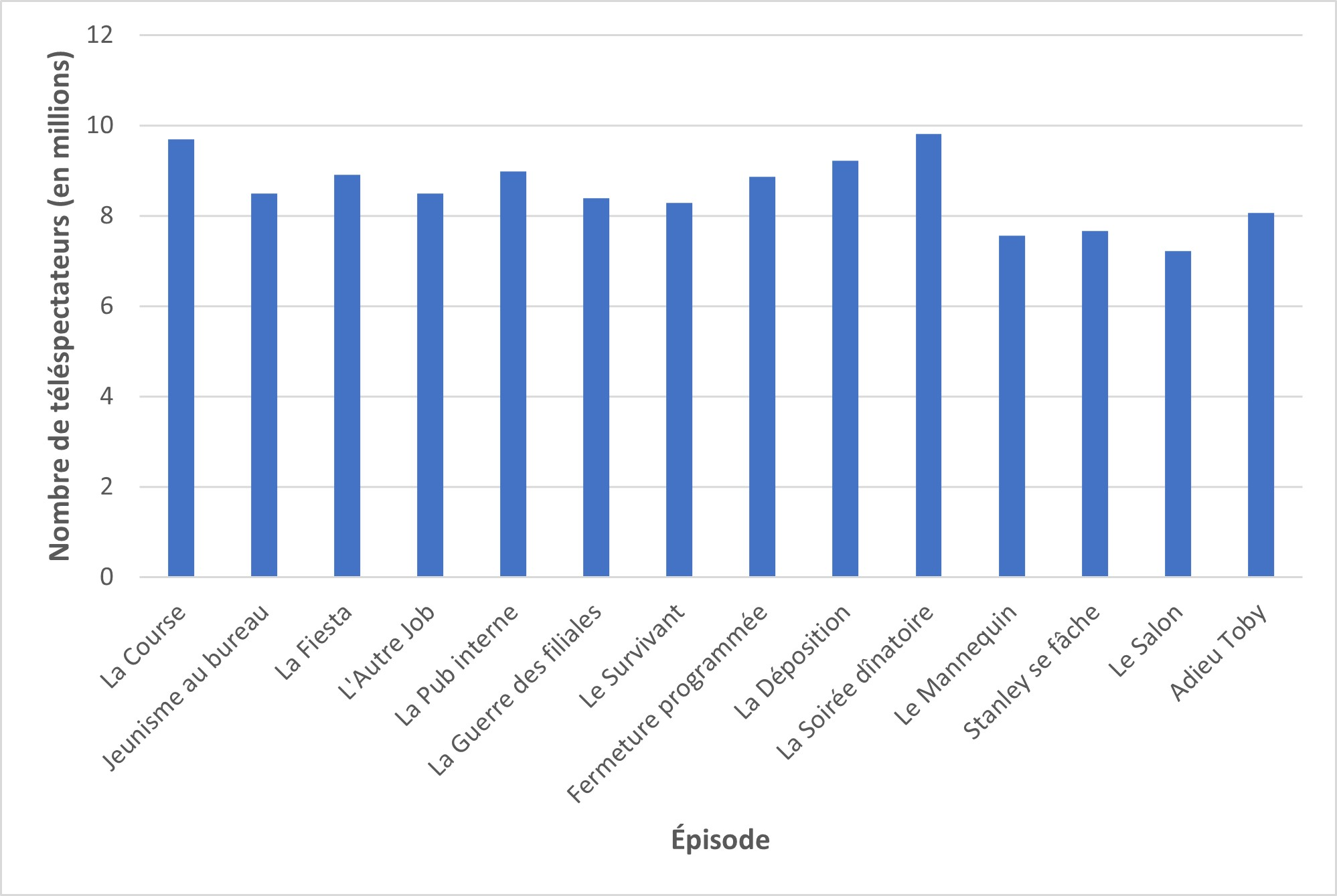
Audiences de la quatrième saison de The Office aux États-Unis.

### Audiences
Le premier épisode de la quatrième saison, La Course, obtient une part de 5,1/12 sur l'échelle de Nielsen parmi les téléspectateurs âgés de 18 à 49 ans, ce qui signifie que 5,1 % des téléspectateurs âgés de 18 à 49 ans ont regardé l'épisode, et que 12 % des téléspectateurs regardant la télévision à ce moment-là ont regardé l'épisode. La Course attire 9,7 millions de téléspectateurs au total. Ces deux chiffres consolident les scores établis par le final de la troisième saison, Le Départ. Dans les semaines qui suivent La Course, The Office ne dépasse jamais les neuf millions de téléspectateurs. Après la grève des scénaristes, The Office franchit à nouveau la barre des neuf millions de téléspectateurs, avec l'épisode La Soirée dînatoire, qui réunit 9,3 millions de téléspectateurs. L'épisode Le Mannequin, le deuxième épisode diffusé après la fin de la grève, rassemble 9,9 millions de téléspectateurs, un record pour la quatrième saison. Bien que l'épisode Le Salon soit le moins regardé de la saison, avec 7,2 millions de téléspectateurs, cet épisode et l'épisode suivant, le dernier de la saison, Adieu Toby, enregistrent tous deux la plus forte augmentation du pourcentage de téléspectateurs parmi les utilisateurs de magnétoscopes numériques pour leurs semaines respectives.
La saison se classe au soixante-dix-septième rang des séries télévisées les plus regardées au cours de la saison télévisuelle 2007-2008 aux États-Unis, avec une moyenne de 8,04 millions de téléspectateurs, ce qui marque une baisse de classement et d'audience par rapport à la saison précédente, qui s'était classée au soixante-huitième rang des séries les plus regardées,.

### Critiques
« Si La déposition constitue le point culminant de la saison, il y a eu plusieurs épisodes formidables. L'Autre Job nous montre un aperçu de la vie effrayante de Dwight dans la ferme de betteraves des Schrute. La Pub interne est un épisode amusant qui nous montre la véritable passion de Michael pour ce qu'il fait. Lorsque l'équipe met en place ce qui est en fait une petite publicité intelligente, elle inclut la phrase d'accroche bien intentionnée mais malencontreuse « Dunder Mifflin, le papier sans limite dans un monde sans papier ». L'épisode présente également les aventures de Dwight dans Second Life, où il est un vendeur de papier qui joue à Second Second Life. »,

— Site web de critiques IGN
La quatrième saison est acclamée par la critique. Travis Fickett, un critique d'IGN, loue à la fois l'écriture et le jeu des acteurs de la saison 4. En parlant du final de la saison Adieu Toby, Fickett poursuit en disant : « C'est un grand épisode qui termine une grande saison. Il soulève plus que quelques questions qui nous inciteront à regarder avec impatience la prochaine saison à l'automne »,. Aubry D'Arminio fait l'éloge de la saison, mais se montre également déçue face à ce qu'elle considère comme un manque d'utilisation de certains acteurs secondaires de The Office dans les épisodes suivant directement la grève des scénaristes : « Je me sens juste un peu triste que, à l'exception du Stanley de Leslie David Baker, ces excellents acteurs/personnages n'aient pas été assez mis en valeur depuis le retour de la série en avril »,. Dans une critique complète du DVD de la quatrième saison, les critiques d'IGN Travis Fickett et Phil Pirrello estiment tous deux que « cette saison est l'une des meilleures de la série, [mais ils pensent] que les 14 épisodes répartis sur quatre disques sont un peu trop nombreux, surtout lorsque la saison tente d'aborder le fait que Jim et Pam sortent ensemble, qu'Angela et Dwight se séparent, qu'Andy et Angela sortent ensemble dans un silence gênant, que Michael et Jan se séparent, que Toby quitte le bureau et qu'un nouvel intérêt amoureux pour Michael rejoint le casting »,. Fickett et Pirrello attribuent à la saison une note totale de 8 sur 10.

### Distinctions
The Office reçoit huit nominations lors de la 60e cérémonie des Primetime Emmy Awards. Les producteurs de la série sont nommés dans la catégorie meilleure série télévisée comique, tandis que Paul Lieberstein et Paul Feig sont nommés dans la catégorie meilleure réalisation pour une série télévisée comique, respectivement pour les épisodes L'Autre Job et Adieu, Toby. Pour son interprétation de Michael Scott, Carell est nommé dans la catégorie meilleur acteur dans une série télévisée comique ; Wilson est quant à lui nommé dans la catégorie meilleur acteur dans un second rôle dans une série télévisée comique pour son interprétation de Dwight Schrute. Dean Holland et Dave Rogers sont tous deux nommés dans la catégorie meilleur montage à une ou plusieurs caméras pour une série télévisée comique pour leur travail sur l'épisode Adieu, Toby, tandis que Ben Patrick, John W. Cook III et Peter J. Nusbaum sont nommés dans la catégorie meilleur mixage sonore pour une série télévisée comique, dramatique (demi-heure) ou d'animation pour leur travail sur La Pub interne. Pour l'épisode La Soirée dînatoire, les scénaristes Gene Stupnitsky et Lee Eisenberg sont nommés dans la catégorie meilleur scénario pour une série télévisée comique.

## Liste des épisodes

### Épisodes 1 et 2:La Course
- États-Unis : 27 septembre 2007[38]
- France : 30 novembre 2008[39]

- États-Unis : 9,67 millions de téléspectateurs[40]

- Craig Robinson (Darryl Philbin)
- Rashida Jones (Karen Filippelli)
- Bobby Ray Shafer (Bob Vance)
- Jackie Debatin (Elizabeth The Stripper)
- Omi Vaidya (en) (Sadiq)
- Justin Spitzer (Interne)
- Marcus York (Billy Merchant)
- Silvia Mcclure (Infirmière)

### Épisodes 3 et 4:Jeunisme au bureau
- États-Unis : 4 octobre 2007[38]
- France : 7 décembre 2008[39]

- États-Unis : 8,49 millions de téléspectateurs[40]

### Épisodes 5 et 6:La Fiesta
- États-Unis : 11 octobre 2007[38]
- France : 7 décembre 2008[39]

- États-Unis : 8,91 millions de téléspectateurs[40]

### Épisodes 7 et 8:L'Autre Job
- États-Unis : 18 octobre 2007[38]
- France : 14 décembre 2008[39]

- États-Unis : 8,50 millions de téléspectateurs[40]

### Épisode 9:La Pub interne
- États-Unis : 25 octobre 2007[38]
- France : 21 décembre 2008[39]

- États-Unis : 8,98 millions de téléspectateurs[40]

### Épisode 11:Le Survivant
- États-Unis :  8 novembre 2007[38]
- France : 21 décembre 2008[39]

- États-Unis : 8,29 millions de téléspectateurs[40]

### Épisode 12:La Déposition
- États-Unis : 15 novembre 2007[38]
- France : 21 décembre 2008[39]

- États-Unis : 8,86 millions de téléspectateurs[40]

### Épisode 13:La Soirée dînatoire
- États-Unis : 10 avril 2008[38]
- France : 21 décembre 2008[39]

- États-Unis : 9,22 millions de téléspectateurs[40]

### Épisode 14:Le Mannequin
- États-Unis : 17 avril 2008[38]
- France : 28 décembre 2008[39]

- États-Unis : 9,81 millions de téléspectateurs[40]

### Épisode 15:La Soirée spéciale
- États-Unis : 24 avril 2008[38]
- France : 28 décembre 2008[39]

- États-Unis : 7,56 millions de téléspectateurs[40]

### Épisode 16:Stanley se fâche
- États-Unis : 1er mai 2008[38]
- France : 28 décembre 2008[39]

- États-Unis : 7,67 millions de téléspectateurs[40]

### Épisode 17:Le Salon
- États-Unis : 8 mai 2008[38]
- France : 4 janvier 2009[39]

- États-Unis : 7,22 millions de téléspectateurs[40]

### Épisodes 18 et 19:Adieu Toby
- États-Unis : 15 mai 2008[38]
- France : 4 janvier 2009[39]

- États-Unis : 8,07 millions de téléspectateurs[40]

- Amy Ryan (Holly Flax)

Michael décide de célébrer comme il se doit le dernier jour de Toby, qui fut son meilleur ennemi. La remplaçante de ce dernier, Holly, fait ses premiers pas à Dunder Mifflin et Michael tombe très vite sous son charme, renonçant vite au bizutage qu'il avait prévu. Phyllis prend la tête du comité des fêtes et fait installer une grande roue et des feux d’artifice sur le parking. C’est dans ce cadre que Jim a prévu sa demande en mariage à Pam, sans savoir qu'Andy a également prévu de demander la main d'Angela. Pendant la fête, Kevin retrouve Jan et Michael découvre qu'elle est enceinte mais qu'elle a fait le choix de l'insémination artificielle pendant qu'ils étaient ensemble. Ryan, quant à lui, est arrêté pour fraude, ayant utilisé le site internet pour gonfler ses chiffres de vente.

## Sortie en DVD
| The Office: The Complete Fourth Season | | | | | | | |
| Détails, | Détails, | Détails, | Détails, | Caractéristiques, | Caractéristiques, | Caractéristiques, | Caractéristiques, |
| - 19 épisodes - Coffret de quatre disques - Aspect ratio 1.78:1 - Langues : - Anglais (Dolby Digital 5.1 Surround) - Sous-titres : - Anglais, Espagnol | - 19 épisodes - Coffret de quatre disques - Aspect ratio 1.78:1 - Langues : - Anglais (Dolby Digital 5.1 Surround) - Sous-titres : - Anglais, Espagnol | - 19 épisodes - Coffret de quatre disques - Aspect ratio 1.78:1 - Langues : - Anglais (Dolby Digital 5.1 Surround) - Sous-titres : - Anglais, Espagnol | - 19 épisodes - Coffret de quatre disques - Aspect ratio 1.78:1 - Langues : - Anglais (Dolby Digital 5.1 Surround) - Sous-titres : - Anglais, Espagnol | - Commentaires des acteurs, scénaristes et producteurs sur 4 épisodes - Scènes coupées de chaque épisode - Bêtisier - Convention The Office « Panel de discussion sur le syndrome de la page blanche ». | - Commentaires des acteurs, scénaristes et producteurs sur 4 épisodes - Scènes coupées de chaque épisode - Bêtisier - Convention The Office « Panel de discussion sur le syndrome de la page blanche ». | - Commentaires des acteurs, scénaristes et producteurs sur 4 épisodes - Scènes coupées de chaque épisode - Bêtisier - Convention The Office « Panel de discussion sur le syndrome de la page blanche ». | - Commentaires des acteurs, scénaristes et producteurs sur 4 épisodes - Scènes coupées de chaque épisode - Bêtisier - Convention The Office « Panel de discussion sur le syndrome de la page blanche ». |
| Dates de sortie | | | | | | | |
| Région 1 | Région 1 | Région 1 | Région 1 | Région 2 | Région 2 | Région 2 | Région 2 |
| 2 septembre 2008 | 2 septembre 2008 | 2 septembre 2008 | 2 septembre 2008 | 14 juin 2010 | 14 juin 2010 | 14 juin 2010 | 14 juin 2010 |

### Citations originales
1. ↑  (en) « While 'The Deposition' was the high point in the season, there were several terrific episodes. 'Money' showed us a glimpse of Dwight's frightening home life on the Schrute beet farm. 'Local Ad' is a fun episode that shows us Michael's true passion for what he does. When the team put together what is actually a clever little commercial, it includes the well meaning but misguided catchphrase 'Dunder Mifflin, limitless paper in a paper-less world.' The episode also featured Dwight's adventures in Second Life–where he's a paper salesman who plays 'Second Second Life' ».
2. ↑  (en) « It's a great episode that ends a great season. There are more than a few questions raised that will have us eagerly tuning in when the show returns in the fall ».
3. ↑  (en) « I just feel a bit sad that, minus Leslie David Baker's Stanley, these excellent actors/characters haven't been highlighted nearly enough since the series' return in April ».
4. ↑  (en) « this season to be one of the show's best, [but felt] that 14 episodes across four discs gives way to crowding, especially when the season tries to tackle Jim and Pam dating, Angela and Dwight breaking up, Andy and Angela dating by way of awkward silence, Michael and Jan breaking up, Toby leaving the office and a new love interest for Michael joining the cast ».